# Roanne
Roanne (arpitansky: Rouana) je město ve Francii. Leží v regionu Auvergne-Rhône-Alpes, départementu Loire. Má 36 866 obyvatel (rok 2009), včetně aglomerace však více než 70 tisíc. Městem protéká řeka Loira.

## Poloha a administrativní členění
Roanne leží na síti plavebních kanálů (Canal latéral de Roanne à Digoin, který Roanne spojuje s Canalem du Centre).

## Ekonomika
Město Roanne je známé svým textilním a strojírenským průmyslem (vyrábí se tu například podvozky tanků Leclerc). Město hrálo průkopnickou roli v industrializaci země ve výrobě pneumatik (Michelin) a textilu. V důsledku první světové války se rozvinul také zbrojní průmysl. Privatizovaná společnost Nexter nyní vyrábí zbraňové systémy. Od 70. let 20. století všek město zažívá úpadek těžkého průmyslu. Snaží se orientovat na cestovní ruch.

## Historie
Strategická poloha na Loiře vedla k osídlení totho území zvaného Seguslavi již Kelty. Název místa je odvozen od galského Rod-Onna (tekoucí voda), v římských dobách změněný na Rodumna, později Rouhanne a nyní Roanne. Ve starověkých pramenech osadu zmiňuje Klaudius Ptolemaios a ve 13. soletí byla zakreslena do Peutingerovy mapy.  Osada byla zastávkou o na silnici z Lugduna (nynějšího Lyonu) přes Forum Segusiavorum (dnešní Feurs) a Aquae Calidae (dnešní Vichy) do Augustonemeta (dnešní Clermont-Ferrand). Místo bylo od 1. století našeho letopočtu střediskem výroby místní římské keramiky. V roce 1902 odkryli archeologové na místě dnešní Collège Saint-Paul římskou sošku Minervy a bronzovou brož. V roce 1820 byl objeven římský epitaf.
Význam osady v raném středověku dosvědčuje pouze hrad, který od 16. století sloužil jako soudní budova i věznice. Jezuitská škola byla založená v roce 1610. V 18. století se město a region staly centrem výroby vlněné příze. V roce 1814 se obyvatelé města a okolní farmáři ubránili proti rakouské armádě, dostali za to Kříž Řádu Čestné legie, který figuruje v městském znaku.
S rostoucí lodní dopravou na Loiře a otevřením kanálu v roce 1838 došlo v Roanne k oživení obchodu a Roanne se stalo důležitým vnitrozemským přístavem. V roce 1858 bylo město napojeno na jednu z prvních železničních tratí jižní Francie. Nádraží bylo otevřeno v roce 1858 na úseku Lapalisse-Saint-Prix-Le Coteau na železnici Moret-Veneux-les-Sablons-Lyon-Perrache. Dnes j využívají vlaky TER Auvergne-Rhône-Alpes na spojení Clermont-Ferrand-Lyon-Perrache.
Ve městě sídlí polytechnika a dvě fakulty univerzity spojené s univerzitou v Lyonu.

## Památky
- Kostel sv. Štěpána, gotická bazilika na půdorysu latinského kříže, založená roku 1319; na jižní strně k němu přiléhá hrázděný domek, zvaný bourbonský
- Kostel sv. Ludvíka
- Kaple Panny Marie Vítězné, novogotická stavba z roku 1864
- Radnice: budova postavená roku 1874, před ní pomník řeky Loiry
- Muzeum výtvarného umění a archeologie Josepha Décheletta s expozici výtvarného umění
- starý most přes Loiru
- vyhlášená restaurace bratří Troisgrosů.

## Osobnosti města
- Jean-Baptiste Nompere de Champagny (1756 – 1834), francouzský státník napoleonského období
- Joseph Déchelette (1862 – 1914), francouzský archeolog keltské a galorománské kultury
- Jean Puy (1876 – 1960), francouzský fauvistický malíř
- Pierre Étaix (* 1928), režisér
- Jean-Pierre Jeunet (* 1953), režisér
- Pierre-Yves Michel (* 1960), katolický biskup, pimas lotrinský

## Partnerská města
- Guadalajara, Španělsko
- Lehnice, Polsko
- Montevarchi, Itálie
- Nuneaton, Spojené království
- Piatra Neamţ, Rumunsko
- Reutlingen, Německo

## Galerie

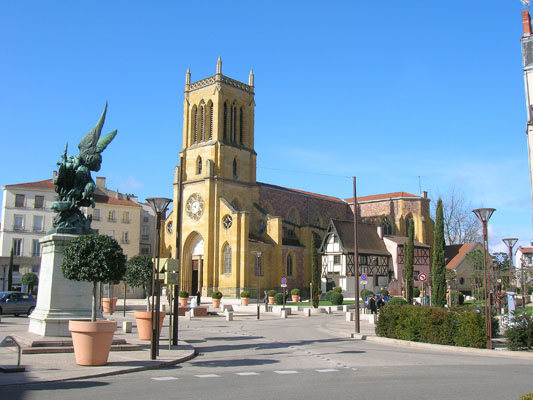
Náměstí a kostel sv. Štěpána
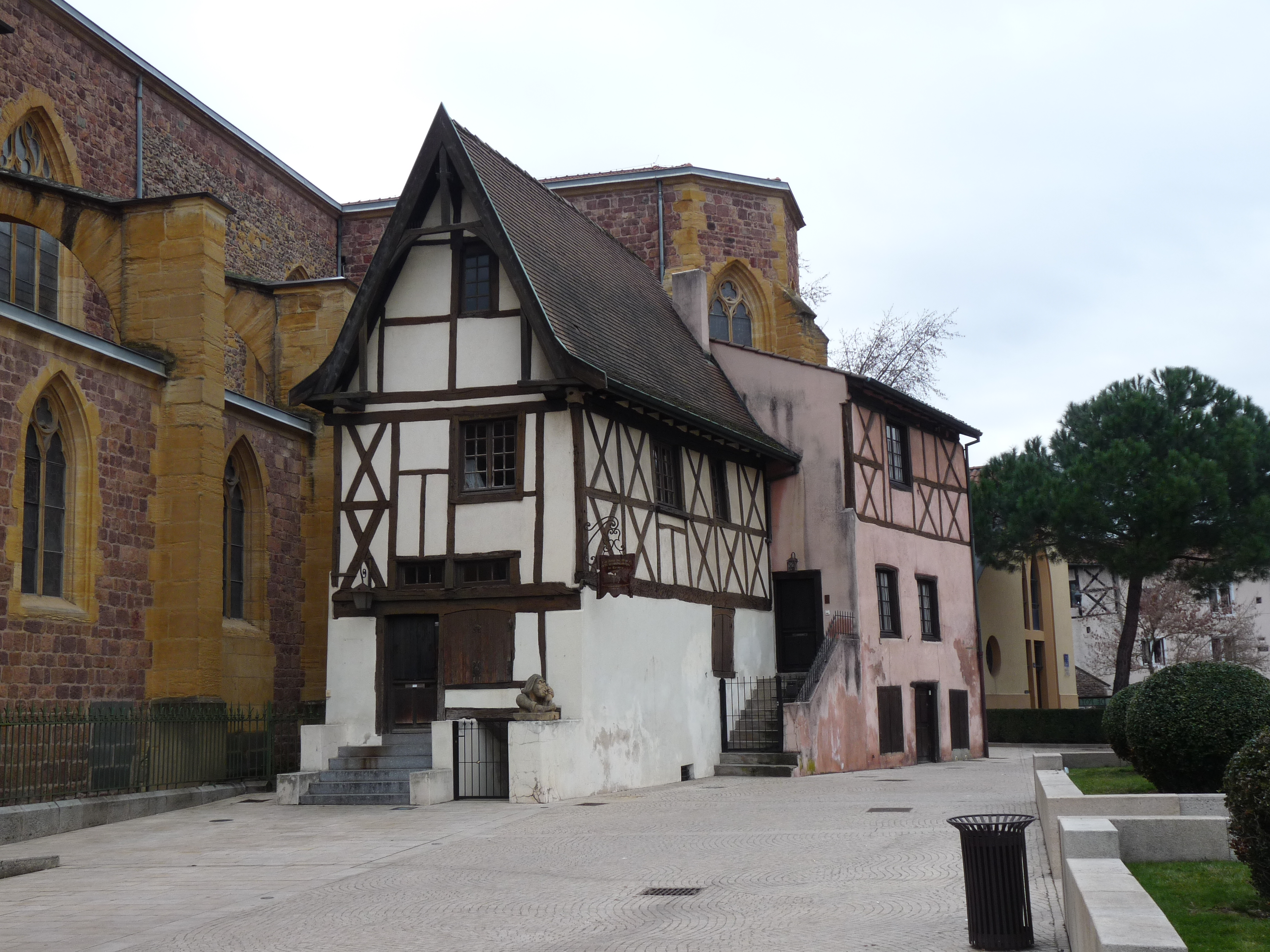
Domek při kostele sv. Štěpána
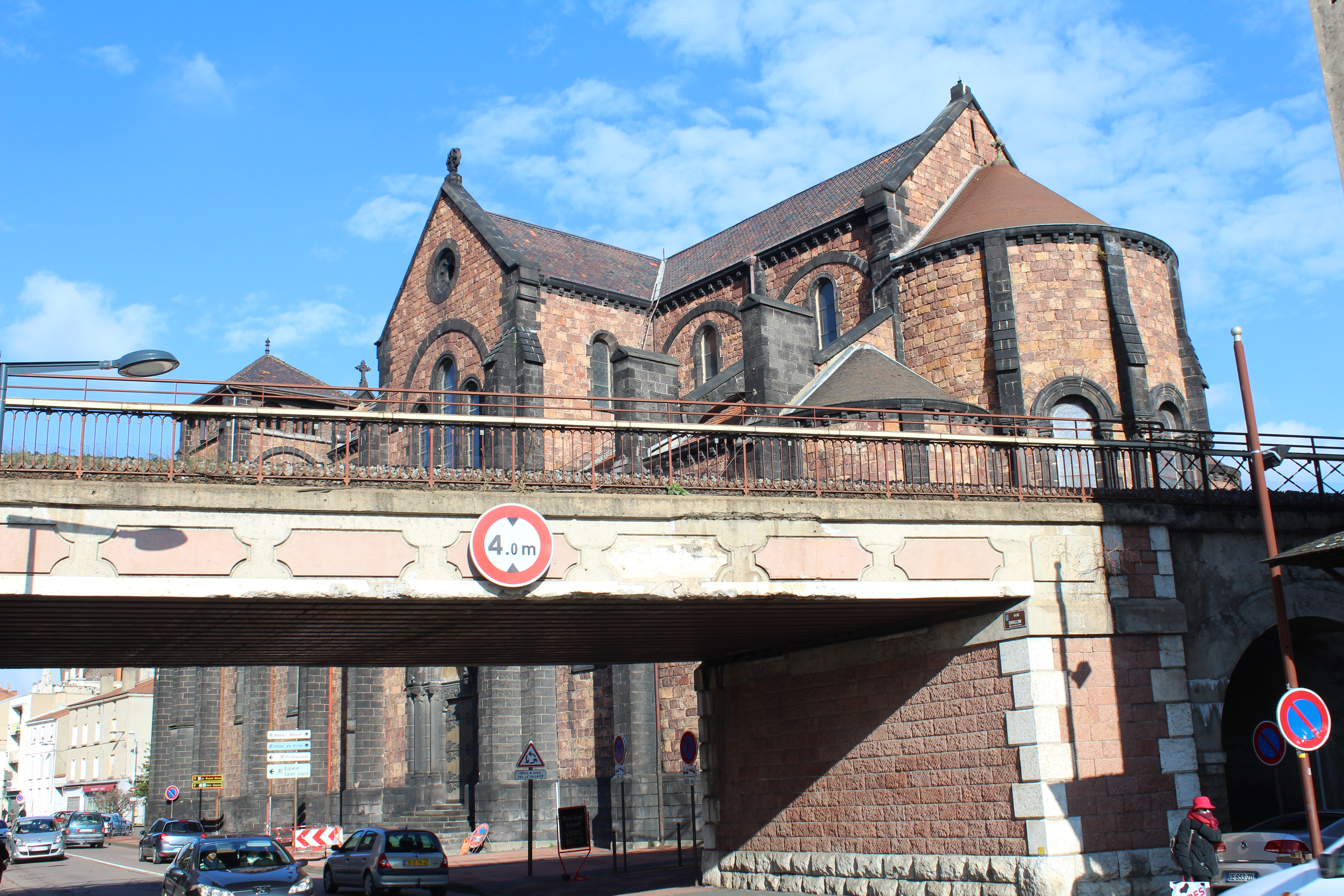
Kostel sv. Ludvíka
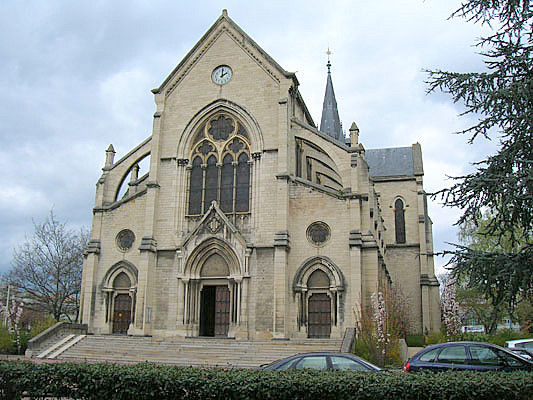
Kaple Panny Marie Vítězné
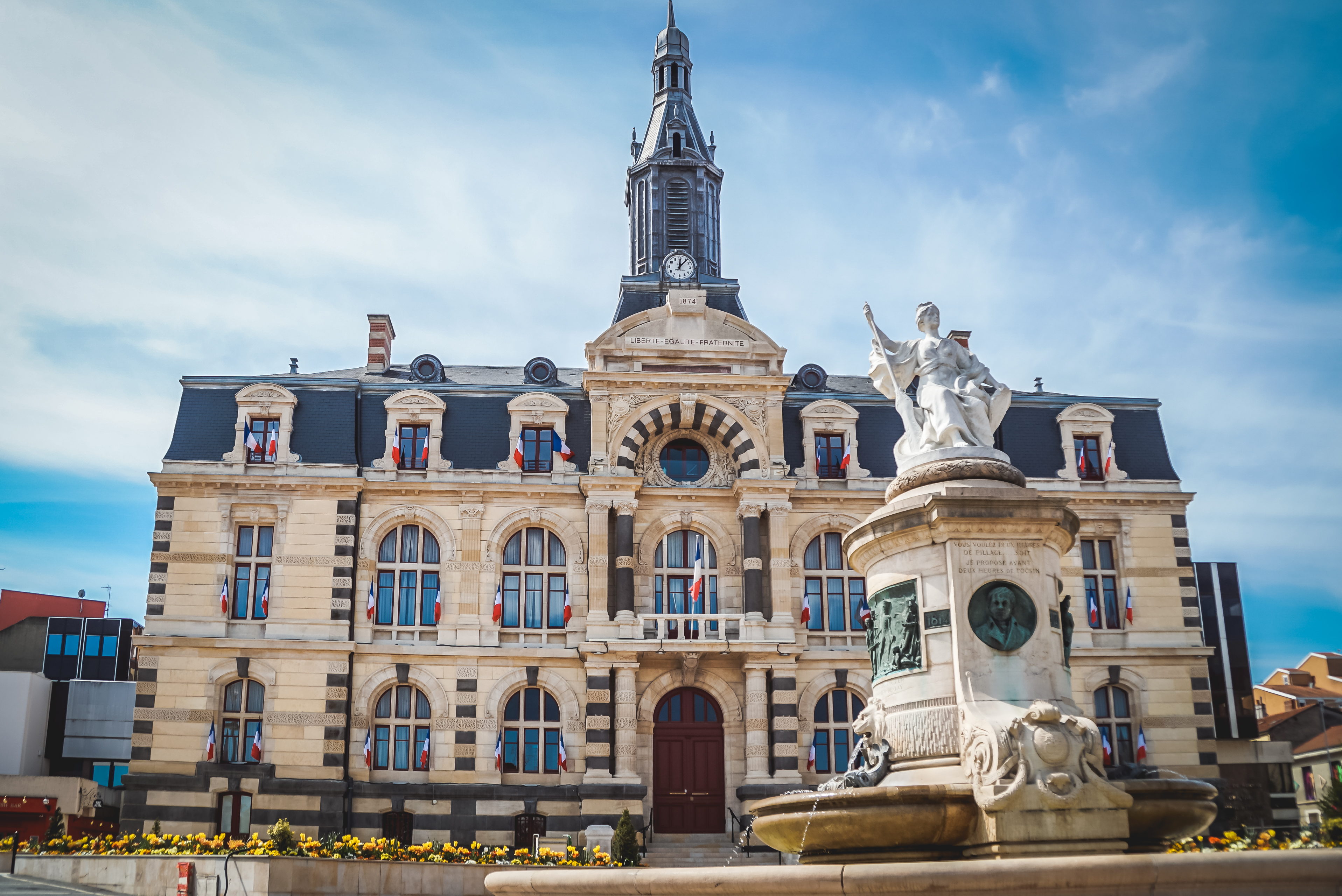
Radnice
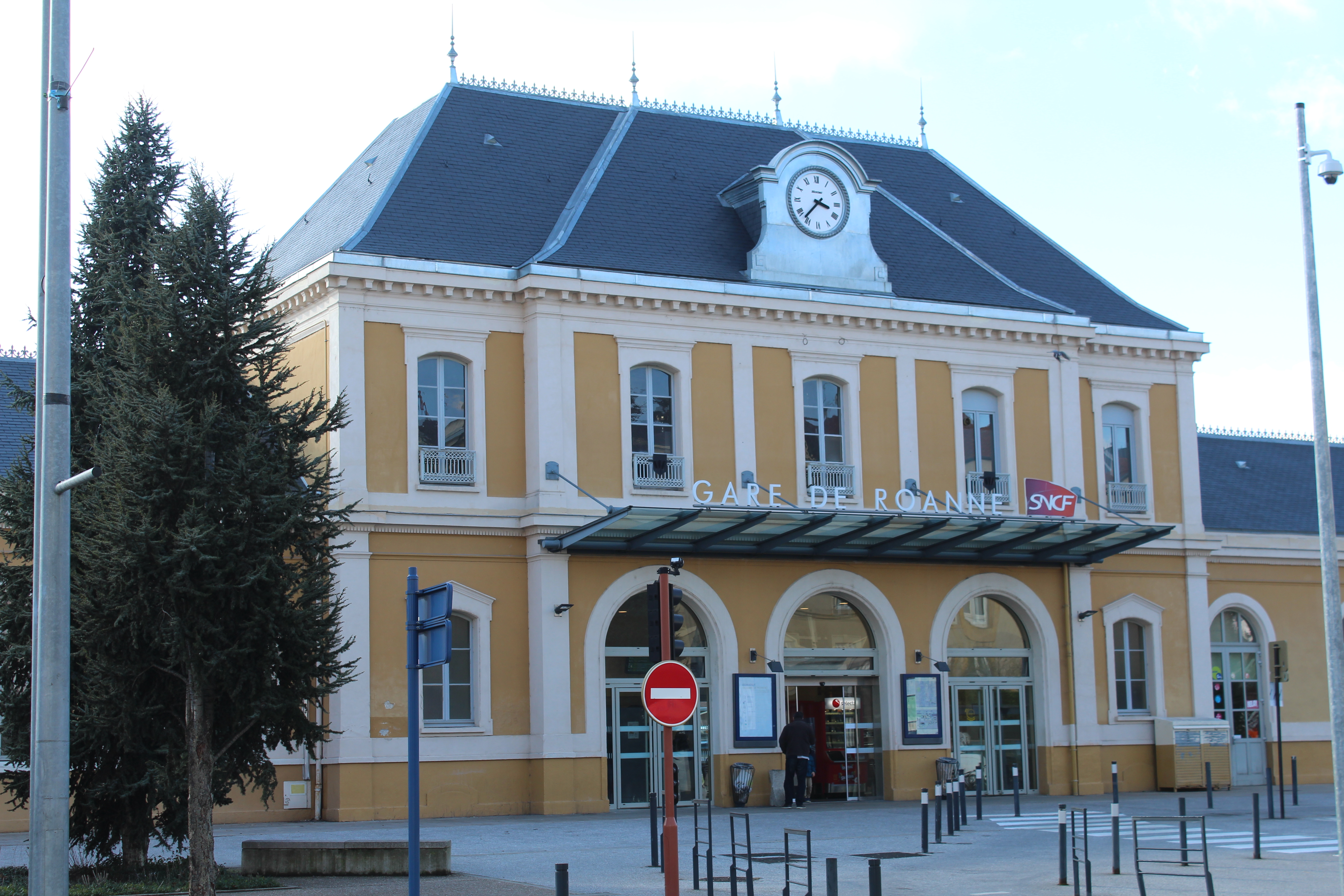
Nádraží